# Apodytes
Apodytes E.Mey. ex Arn., 1840 è un genere di piante appartenente alla famiglia delle Metteniusacee, diffuso in Africa, Asia e Oceania.

## Descrizione

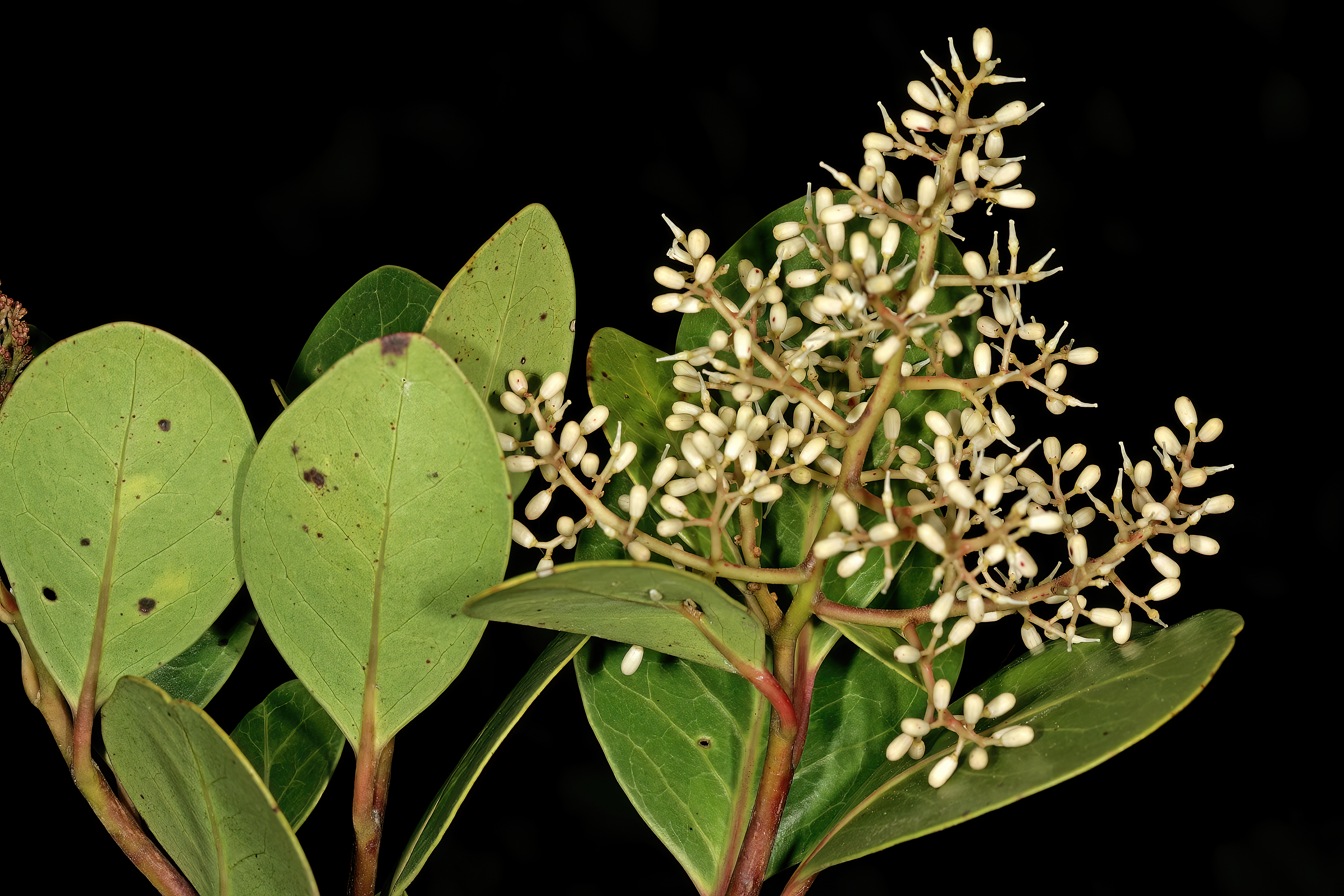
Foglie e infiorescenza di A. abbottii

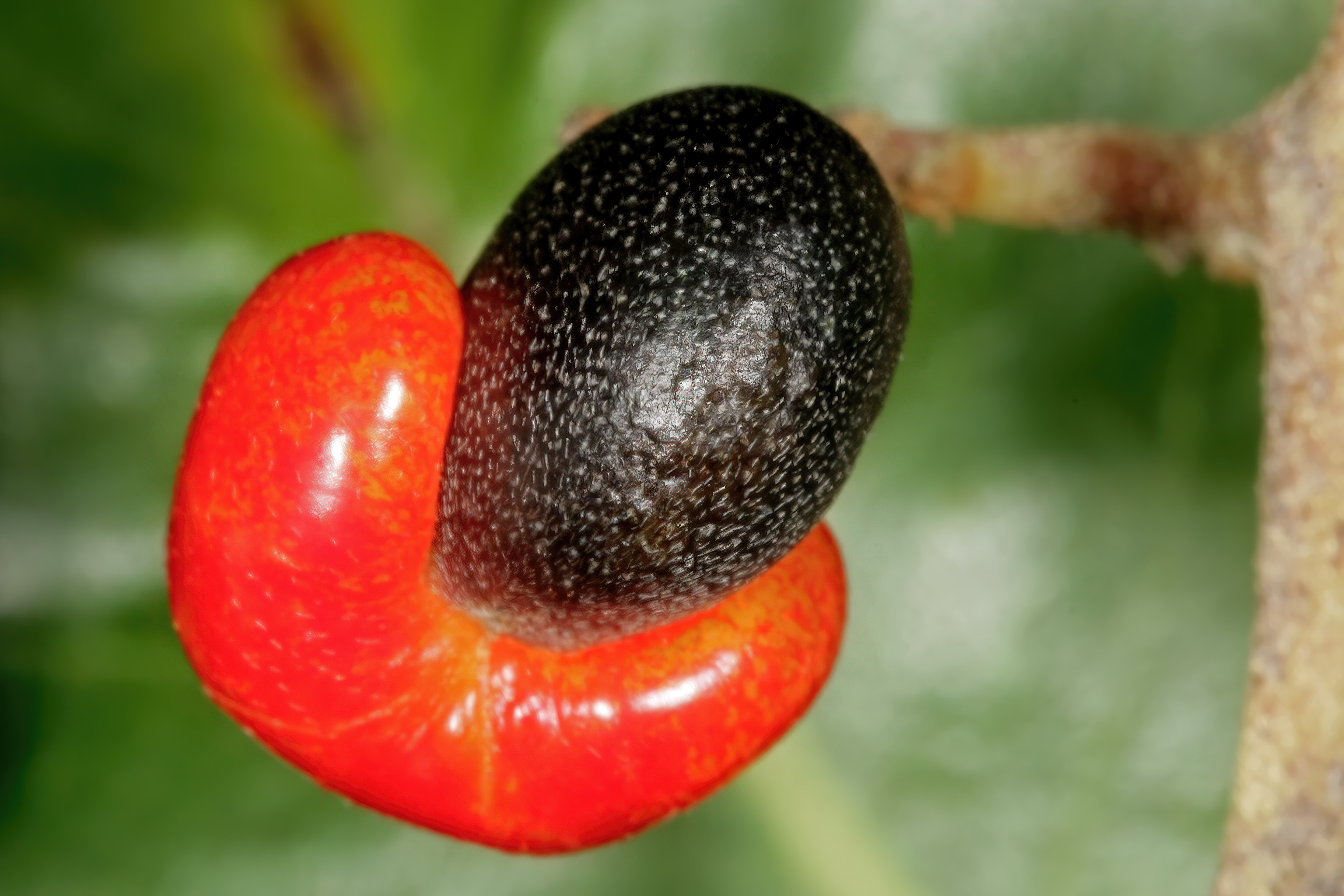
Frutto di A. dimidiata

Il genere comprende arbusti o alberi sempreverdi con foglie alternate, a margine intero, penninerve.
I fiori sono riuniti in infiorescenze terminali o più raramente ascellari, e sono ermafroditi, con calice formato da 5 sepali fusi alla base, e corolla con 5 petali, liberi, oblungo-lineari, glabri. L'androceo presenta 5 stami, che si alternano ai petali, con filamenti subulati, attaccati alla base dei petali, e antere quasi sagittate. 
Il pistillo presenta un ovario uniloculare,  con stilo eccentrico e stigma tronco, molto piccolo.
Il frutto è una drupa, con una grande appendice laterale.

## Distribuzione e habitat
L'areale di questa specie comprende l'Africa tropicale e meridionale (Angola, Burundi, Camerun, Eritrea, Etiopia, Kenya, Malawi, Mozambico, Nigeria, Rwanda, Sudafrica, Sudan, Swaziland, Tanzania, Uganda, Zambia, Zaïre, Zimbabwe), le isole dell'oceano Indiano occidentale (Madagascar, Comore, Réunion, Mauritius), il subcontinente indiano (India, Sri Lanka), il sud-est asiatico (Birmania, Malaysia, Cambogia, Thailandia, Vietnam, Filippine), la Cina meridionale (Hainan), l'arcipelago indo-malese (Borneo, Giava, Piccole Isole della Sonda, Molucche, Sulawesi, Sumatra) e l'Australia (Queensland).

## Tassonomia
Il genere comprende le seguenti specie:
- Apodytes abbottii Potg. & A.E.van Wyk
- Apodytes bebile Labat, R.Rabev. & El-Achkar
- Apodytes brachystylis F.Muell.
- Apodytes clusiifolia (Baill.) Villiers
- Apodytes dimidiata E.Mey. ex Arn.
- Apodytes geldenhuysii A.E.van Wyk & Potgieter
- Apodytes grandifolia (Miers) Benth. & Hook.f. ex B.D.Jacks.
- Apodytes thouvenotii Danguy